# Theeb
Theeb (em árabe: ذيب) é um filme de drama catariano-britânico-emiradense-jordaniano de 2014 dirigido e escrito por Naji Abu Nowar. Apresentado originalmente no Festival de Veneza em 4 de setembro de 2014, foi indicado ao Oscar de melhor filme estrangeiro de 2016.

## Elenco
- Jacir Eid Al-Hwietat - Theeb
- Hussein Salameh Al-Sweilhiyeen - Hussein
- Hassan Mutlag Al-Maraiyeh - o estrangeiro
- Jack Fox - Edward